# Calle de López Gómez
La calle de López Gómez es una vía urbana de la ciudad de Valladolid, España.

## Descripción
Aparece descrita en Las calles de Valladolid de Juan Agapito y Revilla de la siguiente manera:

Calle es esta también de las modernas que une el Campillo de San Andrés con la Universidad, facilitando la comunicación entre puntos que tenían difícil enlace y que ocasionaban grandes rodeos por la gran extensión de las manzanas para ir desde la zona del Campo Grande a los barrios de San Juan y de la Magdalena. Se planeó ya en 1882 y se dio terminada en su trazado en 1896, aunque las casas se construyeron algunos años más tarde. La calle tomó terrenos del que fue convento de Premostratenses, llamados vulgarmente «los Mostenses», de la calle de Teresa Gil, también del convento de clérigos menores, en la calle de Fray Luis de León, y del Seminario conciliar que estuvo en la calle de Arribas. Y aprovechó la calle de la Piedad, entre las de Fray Luis de León y Núñez de Arce, así como el final de Arribas.

Esa calle de la Piedad se abrió en 1791 y en ella estaba la iglesia de la cofradía de Nuestra Señora de la Piedad, una de las cinco penitenciales que hacían las procesiones de Semana Santa. La Cofradía tenía su hospital en la calle de la Parra (hoy Duque de Lerma) y los pasos y capilla en el convento de la Merced calzada, hasta que hizo su iglesia en la calle de Fray Luis de León, después de gestiones laboriosas que dieron por resultado que hasta el domingo 19 de agosto de 1662 no «se abrió la Iglesia de la cofradía de Nuestra Señora de la Piedad». Y hubo que cerrarla, pues en 6 de junio de 1790 se hizo constar en cabildo que una Real carta orden y dos reales autos, uno de la Real Junta de Policía y otro de los señores Gobernador y Alcaldes del Crimen, mandaban que la cofradía dejase a disposición de dicha Junta la capilla, «para abrir paso por aquella parte, dando en equivalente a la Cofradía la Iglesia de San Antonio Abad». En 31 de enero de 1791 se estaba demoliendo la iglesia de la Piedad.
Se dio a esta calle nuevo nombre de «calle de López Gómez» en memoria de Don Manuel López Gómez, que nació el 1.º de enero de 1823 en sitio próximo, y por salir la calle a la plaza de la Universidad, de cuyo centro fue Don Manuel catedrático por oposición de Disciplina general de la Iglesia y particular de la de España, desde 1851 hasta 1888, en el cual, suprimida aquella, pasó a regentar la de Derecho internacional público y privado, que desempeñó hasta su fallecimiento.
Fue Don Manuel López Gómez abogado de grandes prestigios, de una cultura exquisita, de gran respeto y consideración y la ciudad le estimaba como figura eminente de su pueblo. Además de muchos cargos que en entidades de la población desempeñó, fue Presidente de la Academia de Bellas Artes y en 23 de enero de 1883 fue agraciado con la gran cruz de Isabel la Católica, libre de gastos.

Falleció Don Manuel López Gómez en su casa de la calle de Fray Luis de León, número 28, el 7 de septiembre de 1893, y solicitado por el elemento escolar al Ayuntamiento de Valladolid que pusiera a una de las calles próximas a la Universidad el preclaro nombre del insigne y amado maestro, así lo acordó el 16 del mismo septiembre, designando con el de «calle de López Gómez» a la que por entonces se estaba construyendo.